# Gloripallium pallium
Espèce
Gloripallium pallium est une espèce de mollusques bivalves de la famille des Pectinidae.
Valve droite et gauche du même spécimen:

Valve droite
Valve gauche

## Distribution
Océan Indien. 

## Philatélie
Cette espèce figure sur une émission d'Israël de 1977 (valeur faciale : 2 l).